# Sigmodon hirsutus
Sigmodon hirsutus is een zoogdier uit de familie van de Cricetidae. De soort komt voor in Midden-Amerika en het noorden van Zuid-Amerika.

## Naamgeving
De wetenschappelijke naam van de soort werd voor het eerst geldig gepubliceerd door Burmeister in 1854. Lang werd Sigmodon hirsutus beschouwd als een ondersoort van de katoenrat (Sigmodon hispidus).

## Verspreiding
Sigmodon hirsutus bewoont over het algemeen open terrein in zowel regenwouden als droogbossen. In de meeste gebieden komt de soort van zeeniveau tot op 1.200 meter hoogte voor, maar in bepaalde gebieden tot een hoogte van 2.700 meter. Het verspreidingsgebied loopt van het zuiden van de Mexicaanse staat Chiapas tot aan het noorden van Colombia en Venezuela. In Chiapas komt Sigmodon hirsutus samen voor met de verwante S. toltecus.

## Kenmerken
Sigmodon hirsutus is ongeveer 15 cm lang en circa 60 gram zwaar. Het dier heeft een grijze vacht met een lichtgekleurde ring rond de ogen. De achterste voeten zijn zwart van kleur.

## Leefwijze
Dit knaagdier voedt zich met name met fruit, schimmels en bladeren. Sigmodon hirsutus is met name dagactief. Het is een solitair dier dat op de bosbodem leeft. Sigmodon hirsutus rust op de grond of in tunnels in balvormige nesten van geweven gras.
De soort behoort tot de algemeenste knaagdieren in Midden-Amerika en wordt als schadelijk beschouwd voor gewassen als rijst, maïs en suikerriet. Sigmodon hirsutus is een belangrijk prooidier voor diverse carnivoren, met name de prairiewolf.